# Доротеј (роман)
Доротеј је историјски, љубавни и психолошки роман српског књижевника Добрила Ненадића, објављен први пут 1977. године у издању Народне књиге БИГЗ и издавача "Рад". Роман је врло брзо стекао култни статус  и постао један од најчитанијих романа српске књижевности, а 1978. године добио Награду Народне библиотеке Србије за најчитанију књигу године. Преведен је на словеначки, руски и пољски језик.

## Радња
Главни јунак романа је калуђер видар Доротеј, у доба Краља Милутина, и радња тече кроз монологе његових пријатеља и познаника, и у роману се приповеда о моралној и унутрашњој борби монаха који се заљубио у властелинку.

## Утицај
Роман је екранизован као филм Доротеј 1981. године, а главну улогу глумио је Гојко Шантић.
Књига је званична лектира за први разред средње школе у неким школама у Србији, а почетком 2024. године услед притужбе Синдиката запослених полиције уклоњен је из школа у Ћуприји и Димитровграду као неприкладан и неморалан за петнаестогодишњаке. Ово је у медијима схваћено као цензура књижевности. Министарство просвете Републике Србије се није оглашавало о овом случају. Након тога путописац Виктор Лазић организовао је у Адлигату изложбу посвећену роману Доротеј и књижевнику Добрилу Ненадићу.